# Димитриос Емануилидис
Димитриос Йоани Емануилидис (на гръцки: Δημήτριος Ιωάννη Εμμανουηλίδης) е гръцки политик от Коалиция на радикалната левица (СИРИЗА).

## Биография
Емануилидис е роден в 1954 година в Кавала, Егейска Македония, Гърция. От 1983 година до пенсионирането си в 2014 година работи като преподавател по филология. Член-учредител е на Асоциацията на филолозите в Кавала, на Асоциацията за защита на културното и архитектурно наследство и на Сдружението за интернационализация на гръцкия език. Избран е за член на градския съвет на Кавала в 2010 година с подкрепата на Коалиция на гражданите.
Избран е за депутат от избирателен район Кавала на общите избори през май 2012 година и е преизбран на общите избори през януари 2015 и през септември 2015 година. Емануилидис е избиран винаги за депутат от Коалиция на радикалната левица.
Димитриос Емануилидис е женен и има две деца.